# Gary Lucas
Gary Lucas (Syracuse, 20 giugno 1952) è un chitarrista, compositore, produttore discografico, lettore e docente di corsi master statunitense, descritto come "il chitarrista migliore e più originale in America" ; un "chitarrista fuoriclasse leggendario" ; "l'eroe della chitarra dell'homo sapiens" , "forse il miglior chitarrista elettrico vivente"  ed uno dei "più innovantivi e stimolanti chitarristi in attività" .
Lucas gira il mondo in tour da solista e come componente dal vivo di diversi gruppi musicali, incluso il suo gruppo newyorkese di sempre Gods and Monsters, una band di rock psichedelico basata intorno al virtuosismo di Lucas alla chitarra ed alle sue composizioni. Altri membri regolari del gruppo sono Ernie Brooks, Jason Candler e Billy Ficca. Lucas tiene anche conferenze sulle imprese musicali. Fino al 2007 si è esibito in più di 35 paesi, India compresa.

## Biografia
Gary Lucas è nato a Syracuse, New York. Si è laureato in Anglistica dalla Yale University nel 1974, prima di costruirsi una carriera nel mondo musicale inizialmente come DJ studentesco e successivamente come Direttore Musicale della stazione radio del college, la WYBC FM. Attualmente vive a New York City.

## Carriera musicale

### Origini
Lucas è stato incoraggiato da suo padre a provare la chitarra a 9 anni, e si è dilettato con diversi altri strumenti in età scolastica, oltre ad aver suonato negli anni '60 con diversi gruppetti e formazioni di adolescenti. Durante l'ultimo anno di high school ha suonato per un film documentario dello Upstate Medical Center, e durante il suo secondo anno di università è andato in quello che egli stesso chiama "pellegrinaggio" per vedere dal vivo il suo eroe d'infanzia Captain Beefheart, pseudonimo di Don Van Vliet, con il quale avrebbe successivamente stabilito un rapporto d'amicizia. Da suo fan, Lucas divenne col tempo suo co-manager ed iniziò ad esibirsi occasionalmente con la Magic Band durante i tour del 1980-81, recitando una poesia (che solitamente era One man sentence, o più raramente Untitled) oppure suonando l'assolo di chitarra Flavor Bud Living.
Dopo la laurea, Lucas ha suonato qualche anno per O-Bay-Gone Band, prima di essere ingaggiato, dal 1980 al 1982, per suonare in due album di Beefheart pubblicati dalla Virgin Records. Lucas ha collaborato con l'ultima incarnazione della Magic Band di Captain Beefheart per un periodo di cinque anni. I suoi assoli di chitarra in Doc at the Radar Station (1980) e Ice Cream for Crow (1982) presentano dei rifacimenti alle composizioni strumentali di Van Vliet Flavor Bud Living ed Evening Bell.
Sebbene Captain Beefheart si sia ritirato negli anni '80, Lucas continua ad essere riconosciuto come uno dei membri fondatori della Magic Band, e la stessa band continua la sua attività creativa, in quanto diversi ex-membri del gruppo di Van Vliet si sono riuniti in tour sotto il nome di The Magic Band, dal 2003 al 2006. Il gruppo ha esordito nel 2004 con Back to the Front, scelto come uno dei migliori album dell'anno dalla rivista The Wire, seguito dal doppio album con DVD 21st Century Mirror Men, del 2007.
Nel 1988 Lucas ha eseguito il suo primo concerto solista alla chitarra, alla Knitting Factory di New York. Dopo poco tempo è stato invitato ad esibirisi al JazzFest Berlin del 1988, che gli ha procurato una prima pagina dal titolo "It is Lucas!" sul quotidiano Berliner Morgenpost.

### Concerti e tour
Il suo debutto australiano è avvenuto in compagnia della band elettronica inglese Future Sound of London. Lucas è stato un visitatore ufficiale della Royal Festival Hall di Londra, con cinque esibizioni, e del Paradiso di Amsterdam, con 17 esibizioni dal 1980.
Lucas è da poco tornato dal suo quarto tour in Russia, dove ha suonato a Mosca e San Pietroburgo il suo adattamento originale alla chitarra delle musiche che accompagnano il classico horror muto tedesco Il Golem - Come venne al mondo (1920), composte da lui stesso insieme a Walter Horn. È apparso sulla televisione nazionale russa davanti a 50 milioni di spettatori, oltre che nell'edizione russa della rivista musicale Rolling Stone. Egli ha suonato The Golem da solista in tutto il mondo, sin dal debutto live del 1989 al Next Wave Festival della Brooklyn Academy of Music delle musiche che egli ed il tastierista Walter Horn hanno scritto insieme per il film. Le esibizioni includono anche quelle alla Biennale di Venezia, alla Royal Festival Hall di Londra, al Jewish Film Festival di New York al Lincoln Center, al Quebec City Summer Festival come parte del programma durato una settimana Artist-in-residence, alla mostra retrospettiva dell'artista alieno Hans Ruedi Giger a Praga (casa del Golem), al Dragon Con (il festival di fantascienza più grande del mondo) di Atlanta, ed al quinto Pop Montréal Music and Film Festival annuale a Montréal.
Altre apparizioni dal vivo includono un concerto all'ambasciata ceca a Washington sotto invito dell'ambasciatore ceco negli Stati Uniti, nel quale Lucas ha suonato degli arrangiamenti di pezzi di musica classica ceca alla chitarra, in onore del quattordicesimo anniversario della Rivoluzione di velluto ceca, in quanto lo stesso Lucas ha origini boeme da parte di padre. Nel 2007 Lucas ha tenuto un tour solista estensivo in Spagna suonando esclusivamente una chitarra acustica.
Lucas è il co-frontman della tribute band strumentale ed orientata al jazz di Captain Beefheart, che ha il nome di Fast 'n' Bulbous the Captain Beefheart Project ed è apparsa nel 2006 al Frankfurt Jazz Festival ed al Jazz Em agosto Festival di Lisbona. Il loro album di debutto, Pork Chop Blue Around the Rind, è stato interamente descritto sulla National Public Radio ed è entrato nelle classifiche delle radio studentesce statunitensi. Nell'autunno del 2006 il gruppo è stato in tour estensivo in Europa, con dei concerti sold out al London Jazz Festival ed al BimHuis di Amsterdam, oltre ad aver suonato a Berna, Vienna, Schwaz e Lubiana, in Slovenia. Il gruppo ha da poco pubblicato il suo secondo album, Waxed Oop, con la Cuneiform Records.
A novembre del 2006 Lucas è stato in tour in Europa, insieme a Phillip Johnston ed altri cinque musicisti jazz, sotto il nome di Gary Lucas and Phillip Johnston Septet. Il gruppo si è esibito in arrangiamenti jazz di alcuni pezzi di Captain Beefheart a Londra, Amsterdam, Berna, Vienna, Schwaz (Austria) e Lubiana.

### Progetti e collaborazioni
Lucas ha suonato e collaborato con Leonard Bernstein, Captain Beefheart, Jeff Buckley, Chris Cornell, Lou Reed, John Cale, Nick Cave e David Johansen. Ha inoltre lavorato con Mary Margaret O'Hara, Onetwo, Peter Stampfel, Fred Schneider (The B-52's), Bob Neuwirth, Geoff Muldaur, John Sebastian, John Zorn, Bryan Ferry, Patti Smith, Kate ed Anna McGarrigle, Matthew Sweet, DJ Spooky, Damo Suzuki, Iggy Pop, Dr. John, Allen Ginsberg, Graham Parker, The Dark Poets, Future Sound of London, Van Dyke Parks, Adrian Sherwood, Richard Barone, Bob Weir, Warren Haynes (Allman Brothers, Gov't Mule), Kristin Diable e molti altri. Le collaborazioni in campo jazz includono Roswell Rudd, Steve Swallow, Joe Lovano, Dave Liebman e Billy Bang.  Alcune di queste collaborazioni appaiono nell'album retrospettivo Improve the Shining Hour, che include anche le sue composizioni per film e programmi televisivi quali ABC News, 20/20 e Turning Point. Ha prodotto album per il compositore/sassofonista Tim Berne, per Peter Gordon e per la band francese avant-rock Tanger. Inoltre, ha scritto insieme a Joan Osborne la canzone di quest'ultima, nominata ai Grammy Awards, Spider Web, tratta dal suo album tre volte disco di platino Relish.
Lucas ha scritto insieme a Jeff Buckley due delle canzoni presenti nell'album di quest'ultimo Grace, Mojo Pin e la canzone che dà il titolo all'album, Grace. Collaborazioni precedenti tra i due sono ascoltabili nell'album Songs to No One, entrato nelle classifiche di vendita internazionali con quasi 100 000 copie vendute nel mondo.
Il liutista olandese Jozef Van Wissem ha collaborato con Lucas in diversi album, tra i quali figurano The Universe of Absence e Diplopia. I due si sono esibiti insieme sulla televisione nazionale dei Paesi Bassi.
Nel febbraio 2014 pubblicò Other world, album condiviso con Peter Hammill. Sperimentazione, echi prog, grande qualità e testi importanti, l'album è accolto molto favorevolmente dalla critica (per esempio, 4 stelle su 4 per Record Collector e 7/10 per Uncut). Il duo si esibirà per promuovere il progetto in Portogallo al Gouveia Art Rock Festival e al Teatro de la Ciudad di Città del Messico.
Lucas ha collaborato ad un nuovo progetto world music con la cantante anglo-indiana Najma Akhtar, che si intitola Rishte e combina melodie rock, blues, folk e ragga. È disponibile da metà del 2009 su Harmonia Mundi/World Village. Dal gennaio 2015 Gary Lucas attiva una proficua collaborazione col manager italiano Luca Zannotti (CCCP - Fedeli alla Linea)  che lo condurrà in alcuni suoi maggiori club della penisola nel mese di marzo, fra cui Diavolo Rosso di Asti e Bravo Caffè di Bologna ed a partecipare alla trasmissione radiofonica Piazza Verdi di Radio Tre, nell'ottica di un più ampio rilancio dell'artista in Italia.
A marzo del 2019 viene annunciato a Parigi un nuovo album in collaborazione con The Niro dal titolo The complete Jeff Buckley & Gary Lucas songbook. Il nuovo album raccoglierà per la prima volta tutte le canzoni, compresi 5 inediti, scritte insieme a Jeff Buckley. L’album registrato a Roma sotto la supervisione del produttore Francesco Arpino, sarà pubblicato nell’autunno del 2019.

### The Edge of Heaven
The Edge of Heaven è un album in cui Lucas ha tentato sontuosi arrangiamenti delle melodie classiche del pop cinese degli anni '30, con delle distinte influenze blues. L'album ha ricevuto critiche positive internazionali, da Rolling Stone al Wall Street Journal, per approdare allo Hong Kong Music Weekly. Ha raggiunto la prima posizione della World Music Charts in Canada ed ha ottenuto l'attenzione internazionale, con recensioni positive della rivista inglese Q, che gli ha regalato 4 stelle su 5, ed il commento della rivista Mojo: "È semplicemente fantastico". L'album è stato scelto come uno dei "Migliori dischi dell'anno" dal quotidiano francese Libération. Un profilo dettagliato dell'album è stato scritto nel Wall Street Journal, oltre che mostrato in un'intervista sulla National Public Radio.
Nel 2007 Gary Lucas ha collaborato ad un album con i Dark Poets, progetto dell'eccentrico produttore underground elettronico James R. Hunter. L'album è stato prodotto da Stevo Pearce, manager della pioniera etichetta discografica elettronica inglese Some Bizarre Records. Il lavoro presenta un mix eclettico di drum and bass tendente al dark, tracce techno, rock (da notare Prime Time, cantata da Sarah Hilliard e James R. Hunter) e diverse tracce e vecchie collaborazioni di Gary Lucas (tra cui Procuress from Karmelitska Street, insieme alla cantante Pat Fulgoni della band inglese Kava Kava, ed abbozzi originali di canzoni che sarebbero poi state usate nell'album di Jeff Buckley Grace, quali appunto Grace e Mojo Pin). L'album, che ha preso il nome di Gary Lucas VS The Dark Poets - Beyond the Pale, è stato pubblicato dalla Some Bizarre Records.

### Altro
Lucas sta lavorando con il gruppo femminile inglese DJ Cosmo ad un progetto con influenze dance intitolato Wild Rumpus, traccia della quale alcune parti sono state visualizzate in première sulla BBC. Lucas si è esibito come DJ con le DJ Cosmo in alcuni concerti in Romania ed in India.
Lo stesso anno ha pubblicato il suo secondo album con il liutista olandese Jozef Van Wissem, The Universe of Absence, ed i due si esibiti insieme dal vivo su Free Sounds, show della rete TV nazionale dei Paesi Bassi VPRO.
Lucas ha suonato al Glastonbury Festival in Gran Bretagna, allo Shepherd's Bush Empire di Londra, al festival All Tomorrow's Parties a Los Angeles ed al Camber Sands in Gran Bretagna.
Diversi speaker radiofonici hanno ospitato Lucas nei loro programmi. Tra questi figurano Charlie Gillett, il leggendario John Peel, Verity Sharp e Fiona Talkington in un programma di musica sperimentale sulla BBC e, sempre sulla BBC, Rob Da Bank.

## Stile musicale
I lavori di Gary Lucas attingono dalla più classica tradizione blues, tuttavia hanno delle gettate sempre più internazionali (vedi il caso sopracitato di Edge of Heaven), ed includono stili differenti quali lo psychedelic rock, la world music ed il jazz, oltre che alcuni spunti di musica classica.

## Conferenze e corsi master
Lucas ha ampiamente raccontato la sua vita e la sua carriera musicale in varie conferenze. Inoltre ha tenuto dei convegni sui meccanismi della composizione musicale, sulle collaborazioni estensive, sulle composizioni di musiche per i film e sul mondo del business musicale al Conservatorio Musicale di Amsterdam, alla Yale University (la sua alma mater), alla University of Hawaii, alla New York University ed alla Columbia University. Inoltre ha tenuto lezioni di chitarra in corsi master del Conservatorio Musicale di Amsterdam e alla University of Hawaii di Honolulu. Infine, ha tenuto conferenze alla Rogers State University in Oklahoma ed alla McGill University di Montréal, Canada.

## Composizioni cinematografiche e televisive
Colonne sonore e musiche:
- Trust Me (musiche originali per il documentario Showtime)
- Bed and Breakfast 9/11 (documentario vincitore di un premio, trasmesso sulla PBS)
- The Legacy of Jedwabne (documentario di Slawomir Grunberg)
- Lalee's Kin: The Legacy of Cotton (documentario premio Oscar della Maysles Films per la HBO, mostrato al Museum of Modern Art di New York in occasione della Retrospettiva per i 50 Anni della Maysles Films; Variety ha scritto: "La chitarra delta blues di Gary Lucas aggiunge un colorito vivido a questo documentario dal ventre molle dimenticato dell'America")
- Il Golem - Come venne al mondo (colonna sonora per il film muto del 1920)
- The Unholy Three (musiche soliste originali per il film del 1925 di Tod Browning dallo stesso nome, commissionate dalla Film Society del Lincoln Center. Rappresentate per la prima volta al Walter Reade Center, New York, aprile 2009)
- J'Accuse (musiche originali soliste dal vivo per il film dallo stesso titolo contro la guerra di Abel Gance), in collaborazione col compositore olandese-iraniano Reza Namavar, commissionate dal Netherlands Holland Festival. Rappresentate per la prima volta all'Amsterdam Stadtsshouwburg, giugno 2009.
- Dragon Boys ("Film del mese" canadese, 2007)
- For Love and Honor (Documentario di Erik Greenberg Anjou sulla lega collegiale di football American Ivy League).

## Altri riconoscimenti
Negli ultimi anni, dei profili di Lucas sono apparsi sullo International Herald Tribune e su Libération, oltre che sulla copertina di The Forward e del quotidiano nazionale olandese Het Parool. Secondo Captain Beefheart:
"Sin dalla fine della Magic Band egli è stato molto prolifico, sia come solista sia temporaneamente in qualche band, pubblicando quasi un album all'anno dal 1991. I suoi virtuosi assoli dal vivo sono fantastici per il suono che egli riesce ad estrarre dalla sua chitarra".
Nei primi anni del 2000, si è esibito in un'interpretazione alla chitarra del tema musicale della soap opera EastEnders, della BBC One.

## Discografia
| - Skeleton at the Feast (1990) - Gods and Monsters (1992) - Bad Boys of the Arctic (1994) - Evangeline (1997) - Busy Being Born (1998) - Street of Lost Brothers (2000) - Level the Playing Field (2000) - The Edge of Heaven (2001) - Diplopia (2003), con Jozef Van Wissem - The Universe of Absence (2004), con Jozef Van Wissem - Coming Clean (2006) - Beyond the Pale (2008), con The Dark Poets - The World of Captain Beefheart (2017) con Nona Hendryx |